# Traditionele verlichting in Japan

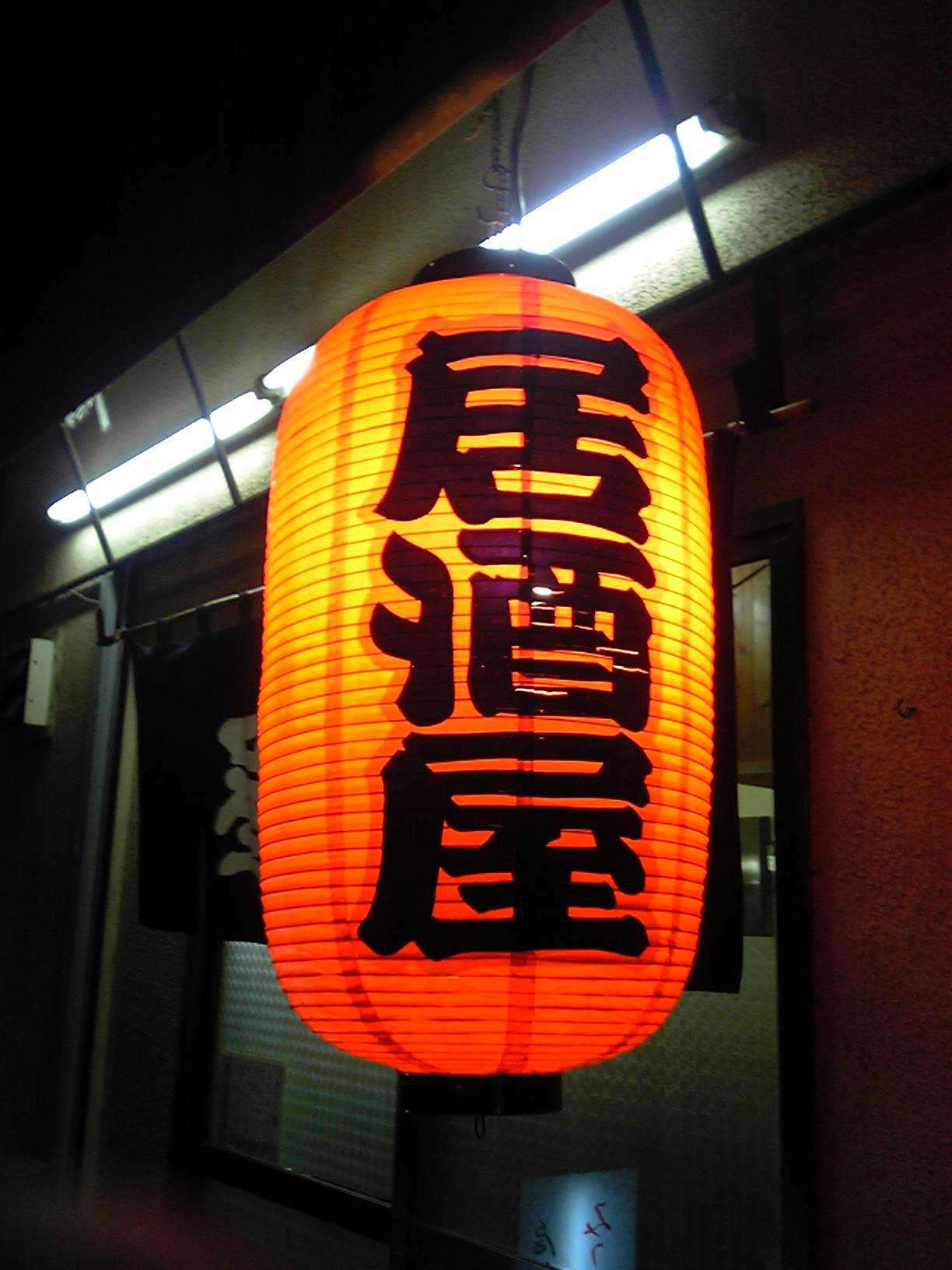
Chōchin lantaarn buiten een Izakaya

De traditionele Japanse verlichting bestaat uit lantaarns, lampen en lampions, die in zeer veel vormen voorkomen. Naar het gebruik en de vorm zijn er drie of vier hoofdtypen te onderscheiden: de andon, bonbori, chōchin en tōrō.

## Overzicht van hoofdgroepen
De andon (行灯) is een lantaarn of olielamp met een stevig frame, voor gebruik binnenshuis.
De bonbori (ぼんぼり・雪洞) is een verplaatsbare, staande of hangende, papieren lantaarn, zowel voor gebruik binnenshuis als buitenshuis.
De chōchin (提灯) is een opvouwbare en draagbare papieren lantaarn.
De tōrō of dōrō (灯籠, 灯篭 of 灯楼) is een houten, metalen of stenen lantaarn, die bedoeld is voor het gebruik buitenshuis, in parken en bij tempels. Er worden negen hoofdgroepen van lantaarntypen te onderscheiden, waarvan enkele typen verplaatsbaar zijn. Vooral binnen de stenen en dus niet verplaatsbare lantaarns (ishi-dōrō) is er een grote variatie: er kunnen op grond van hun algemene bouw zes hoofdgroepen worden onderscheiden.

## Andon- binnenlantaarns
Andon (行灯, "lopend licht") zijn staande of draagbare olielampen bestaande uit papier gespannen over een frame van bamboe, hout of metaal. Dit type lantaarn werd populair tijdens de Edo-periode (17e tot derde kwart van de 19e eeuw) en werd gebruikt in particuliere woningen.
Oorspronkelijk werd de andon in de hand gehouden, maar ook aan de muur gehangen of op een standaard geplaatst. Staande andon hadden ijzeren of houten frames. Door een handvat aan de bovenkant was de andon draagbaar. Het papier beschermde de vlam tegen uitwaaien door de wind.
Brandende olie in een stenen of keramische houder, met een lont van katoen, zorgde voor het licht. Kaarsen werden ook gebruikt, maar hun hogere prijs maakte ze minder populair. Een goedkoper alternatief was visolie. Er waren veel verschillende vormen en maten lantaarns die olie verbrandden in ondiepe, in een frame opgehangen, schotel.

Andon - binnenlantaarns
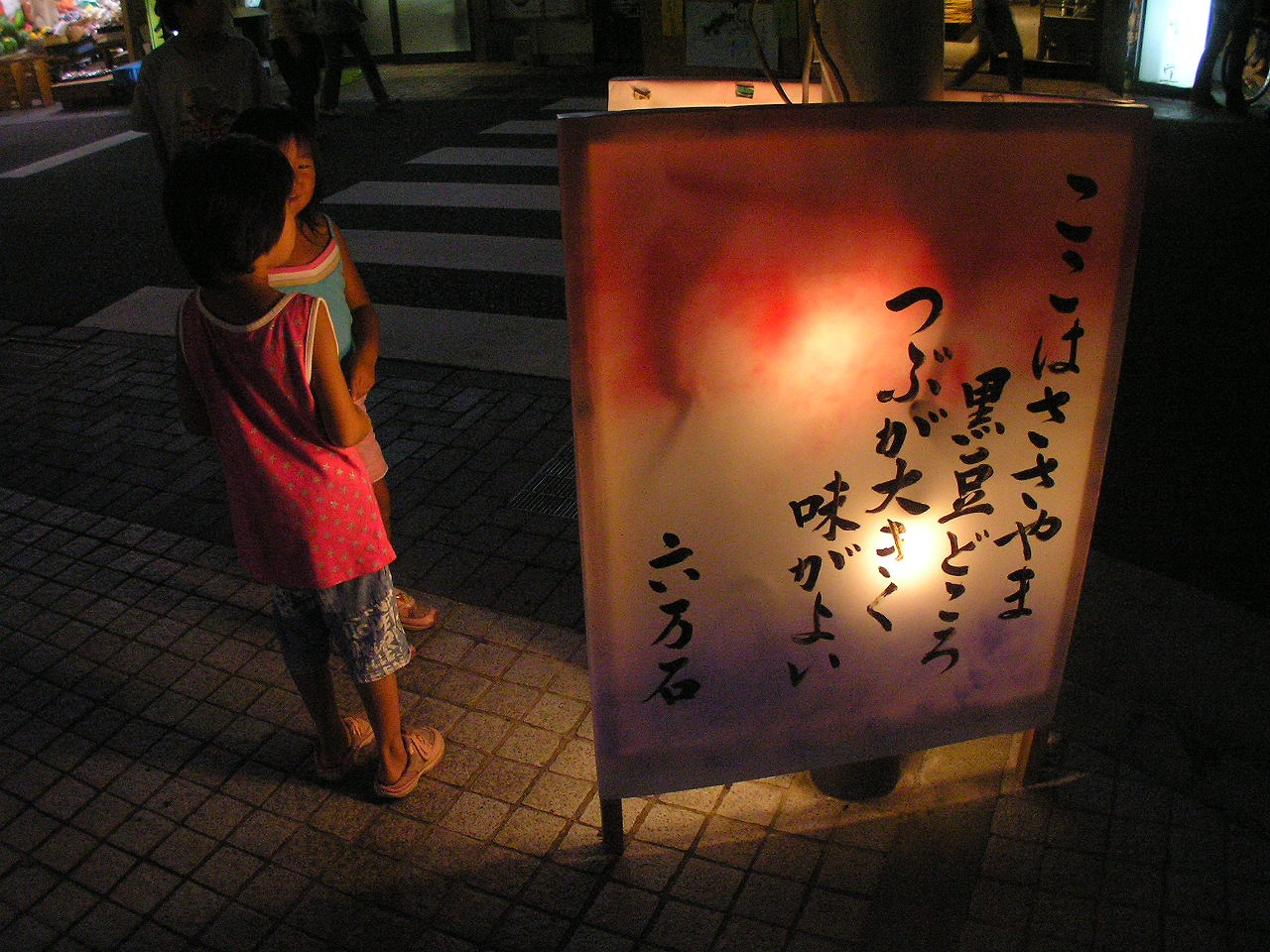
Een andon
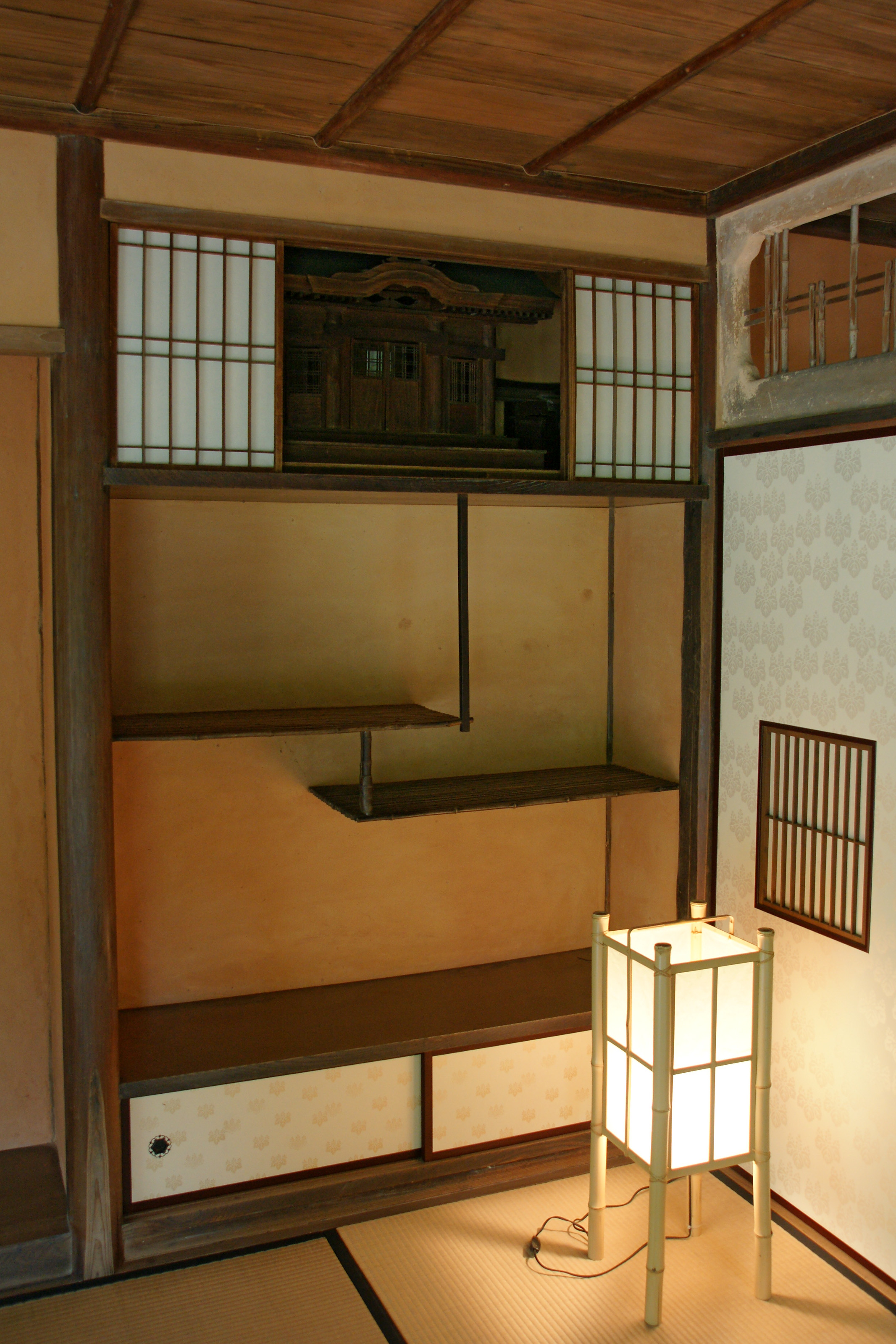
Staande lantaarn met elektrisch licht
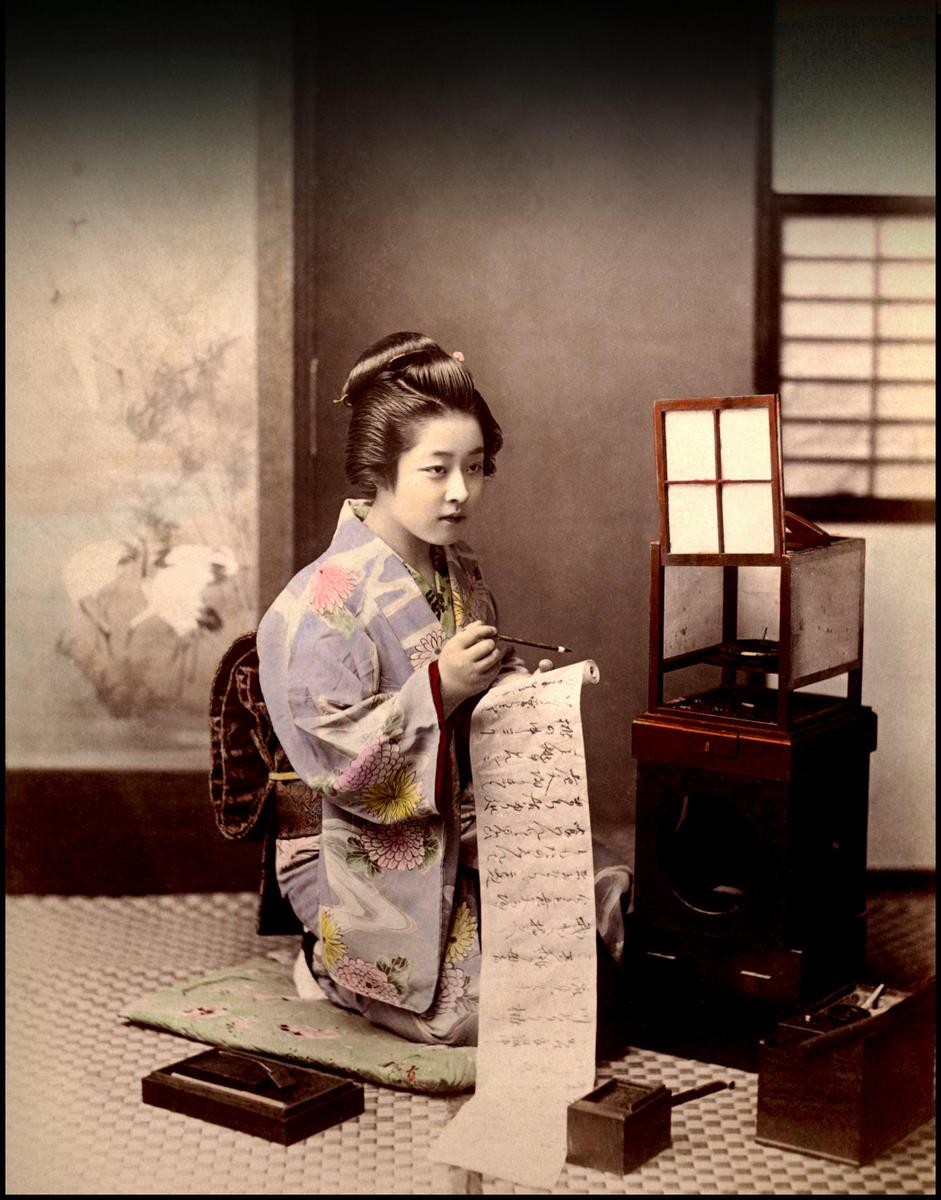
Een briefschrijvende vrouw met een andon-lantaarn
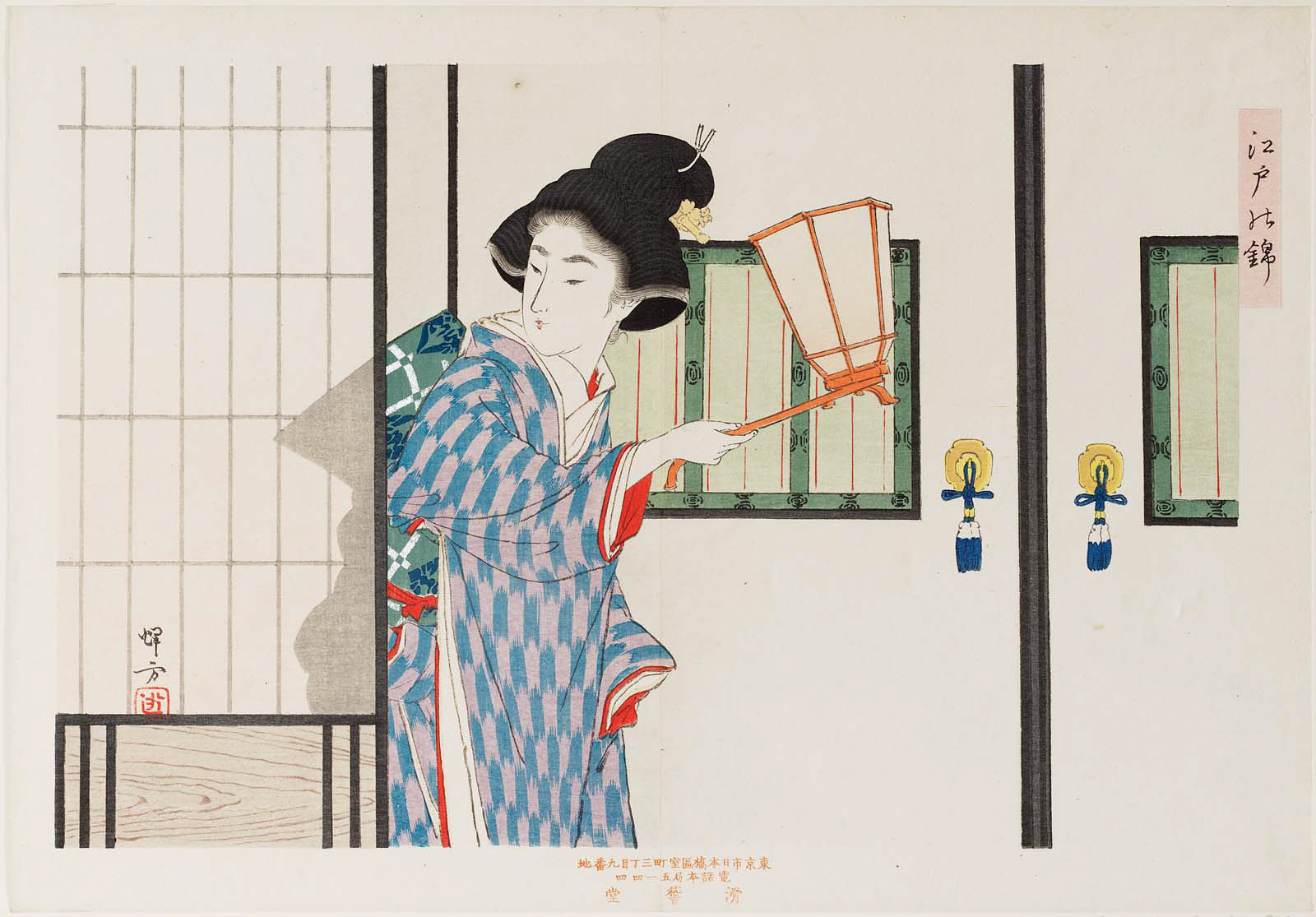
Nishiki-e met een vrouw met een andon-lantaarn (ca. 1910)

### Bonbori
De bonbori (ぼんぼり・雪洞) is een soort staande of hangende Japanse papieren lamp die in de open lucht wordt gebruikt. Het heeft normaal gesproken een zeshoekig profiel en wordt gebruikt tijdens festivals. Jaarlijks wordt het Bonbori-festival (ぼんぼり祭り, Bonbori Matsuri) gehouden in Kamakura, Kanagawa.

Bonbori - papieren staande lantaarns
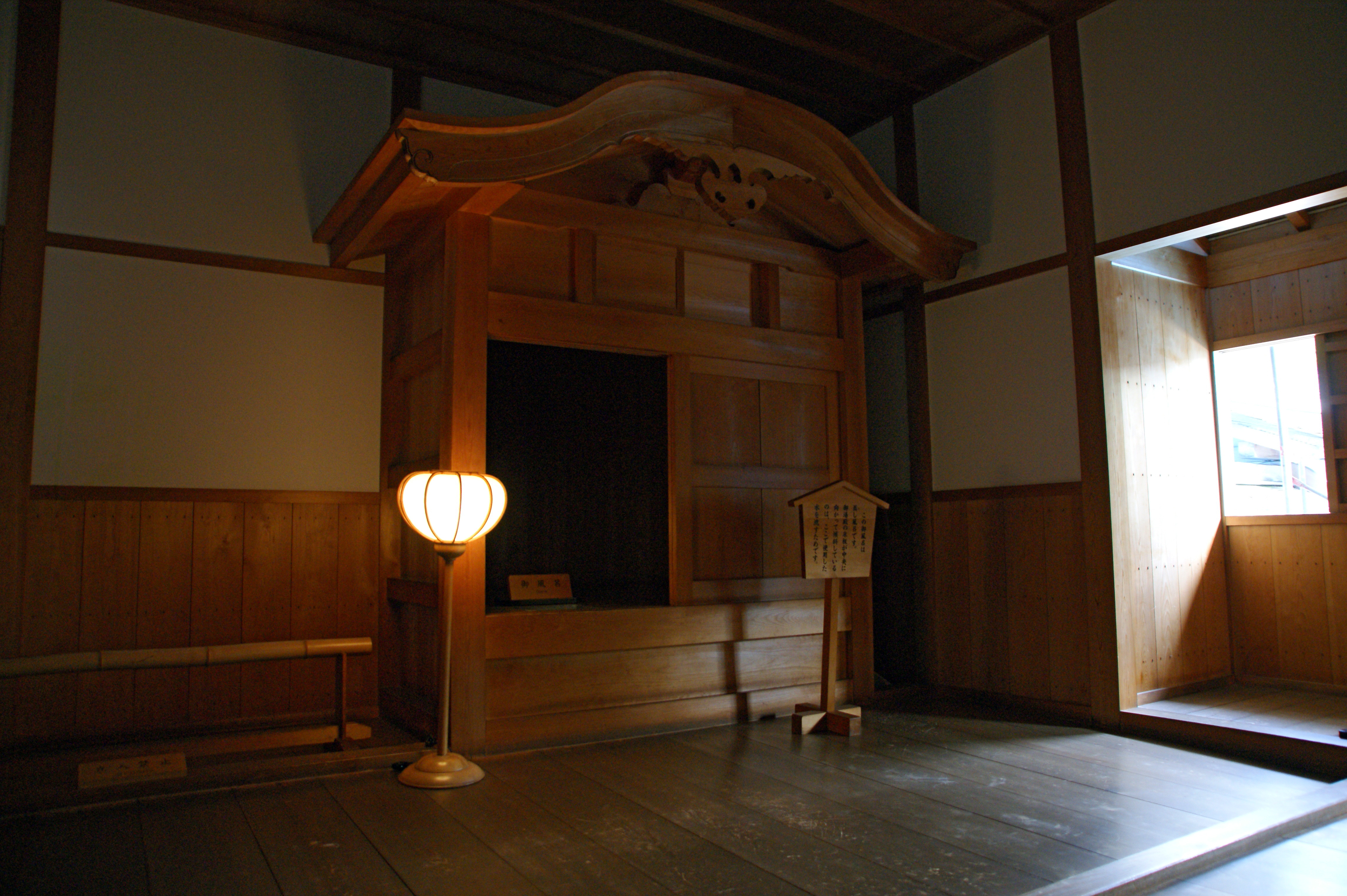
Yōkōkan Teien (養浩館庭園) in Fukui
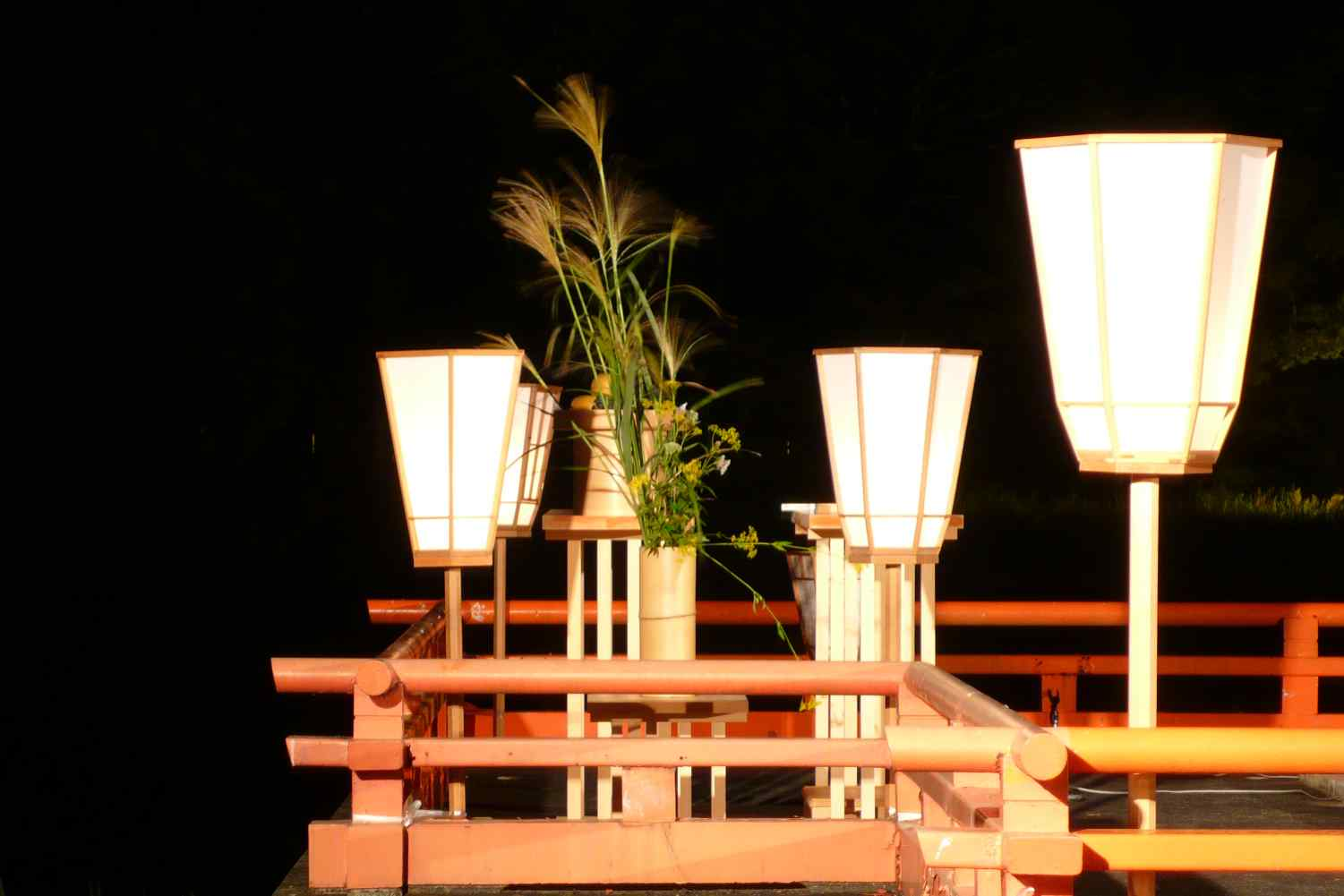
Kangetsu-kai 観月会 bij Ise Jingū
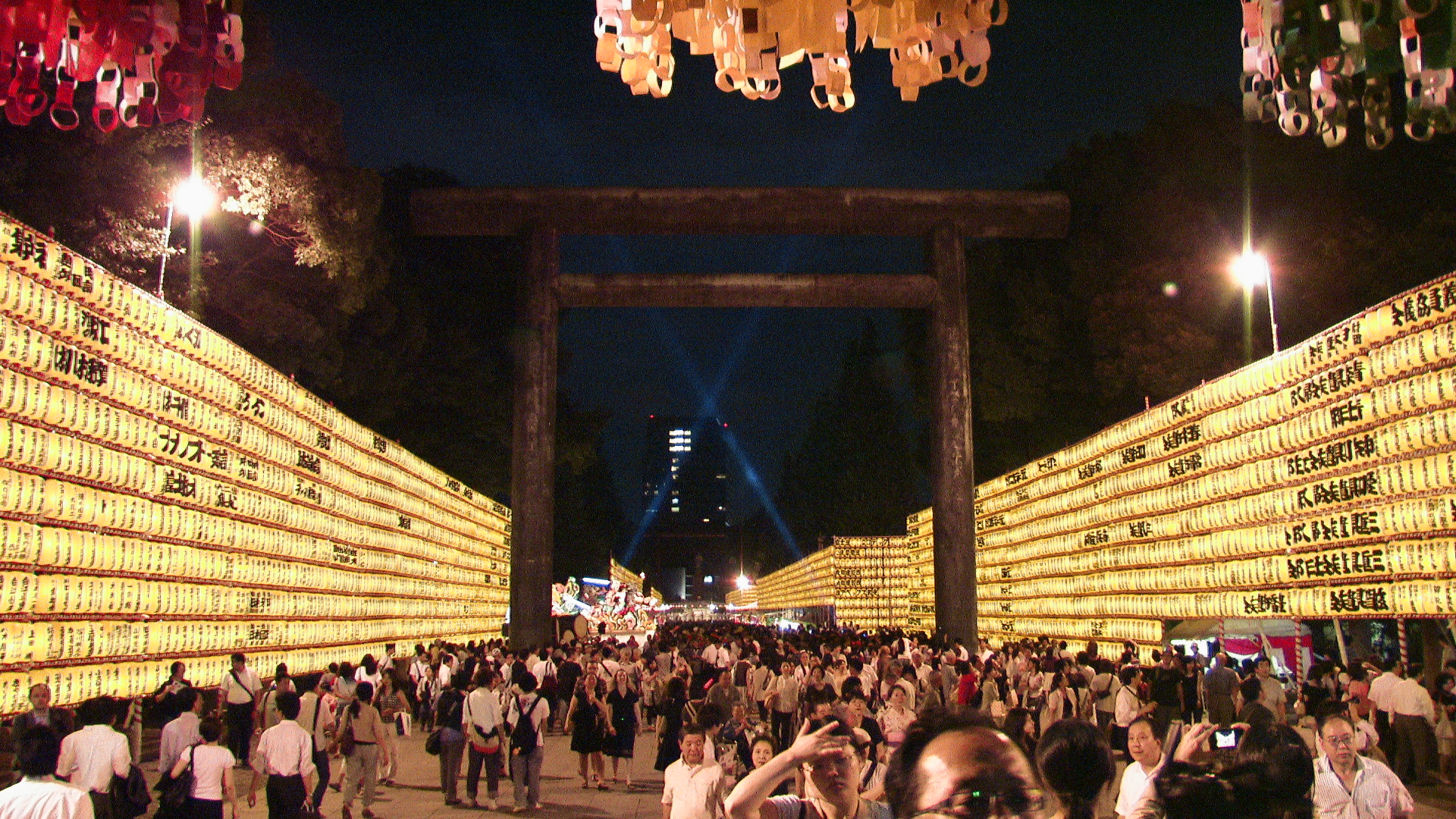
Kake-bonbori 懸雪洞, het Mitama Matsuri festival in Yasukuni Jinja
Hinamatsuri

## Chōchin- opvouwbare papieren lampions
Chōchin (提灯) zijn opvouwbare, met een kaars verlichte, papieren lantaarns die buiten het huis werden gebruikt en opgehangen aan de dakranden van gebouwen of in processies gedragen.
Het frame was een opvouwbare structuur van dunne stroken van gespleten bamboe, bedekt met geolied papier. Voor verlichting werd er een kaars in geplaatst. Chōchin werden gemaakt in verschillende maten, vormen en kleuren en werden vaak versierd met de namen of logo's van restaurants of herbergen.
Bij westerlingen is de chōchin de meest bekende lantaarn. Het is als een harmonica uitgerekt wanneer het in gebruik is, maar ingeklapt wanneer niet in gebruik. Chōchin kan worden opgehangen of gedragen als een verplaatsbare lantaarn. De vormen variëren enorm van prefectuur tot prefectuur. Deze lantaarns werden oorspronkelijk verlicht door kaarsen. In het huidige Japan worden plastic chōchin met elektrische lampen geproduceerd als nouveautés, souvenirs, en voor matsuri (lampionnenfeest) en andere evenementen. Chōchin uit de Edoperiode zijn er tegenwoordig nauwelijks meer, omdat ze nogal fragiel zijn en geen langdurig gebruik verdragen.

Chōchin - opvouwbare papieren lantaarns
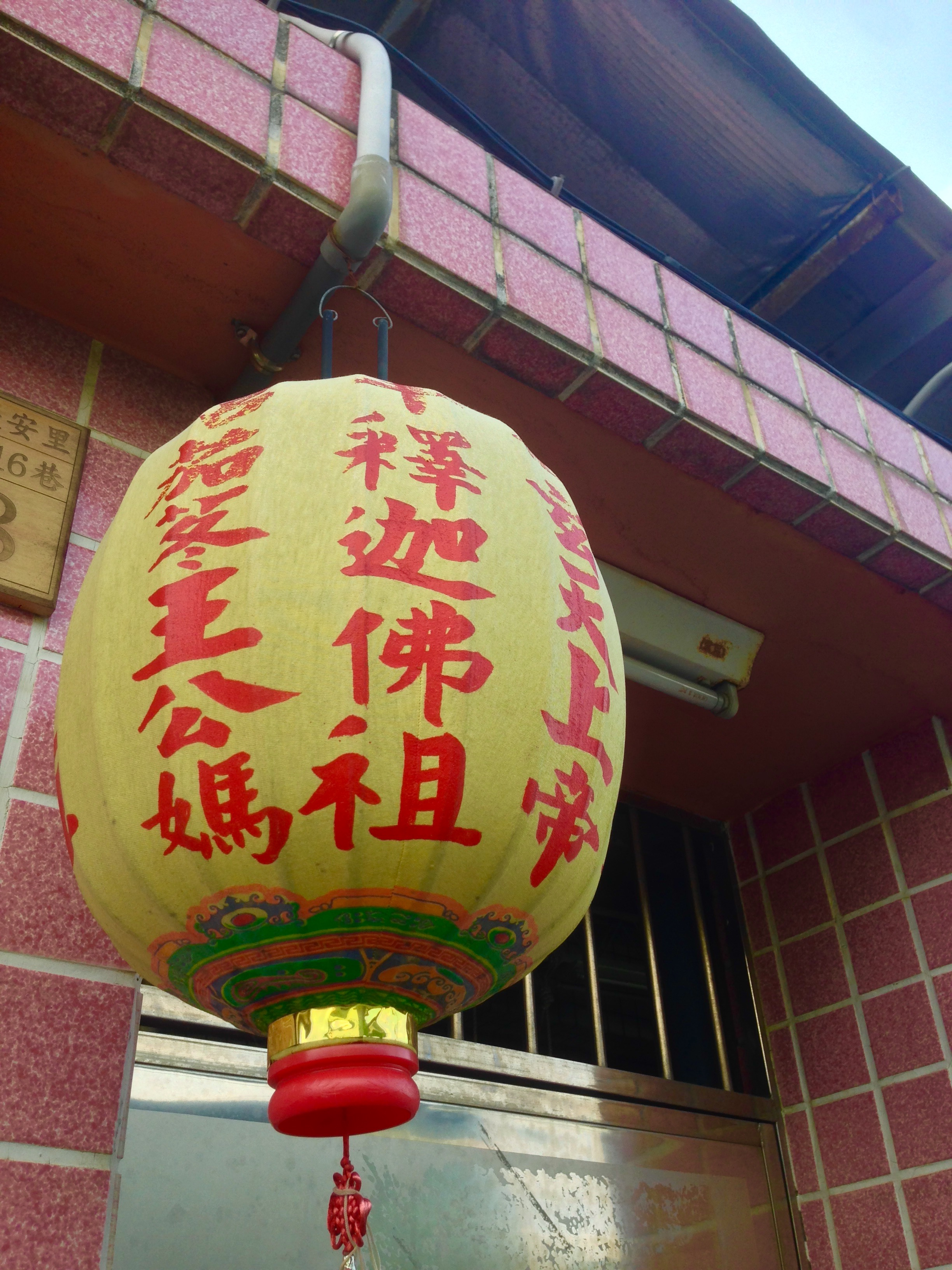
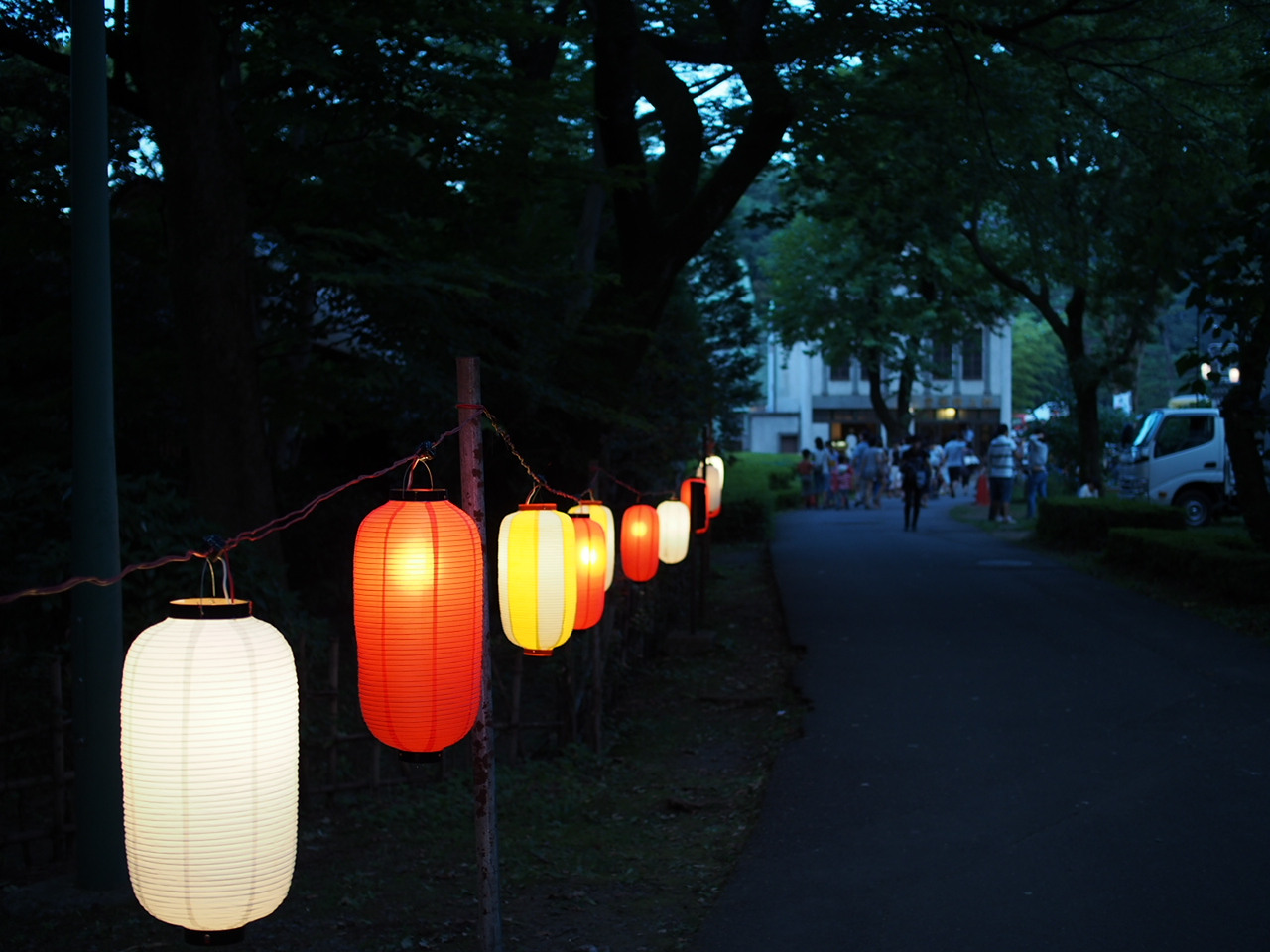
Lantaarns bij het Edo-Tōkyo Openlucht Architectuurmuseum
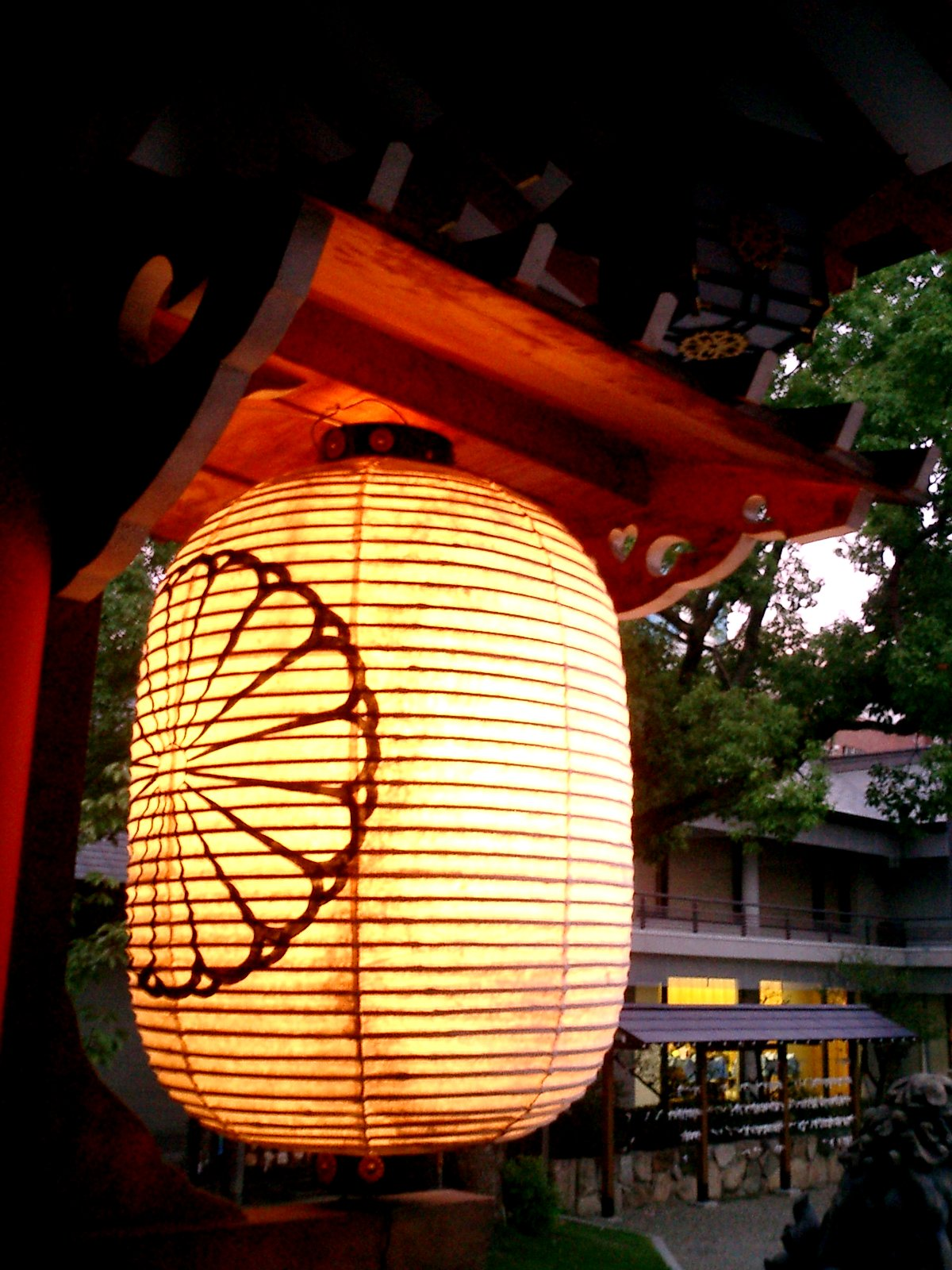
Ikuta Jinjain Kōbe
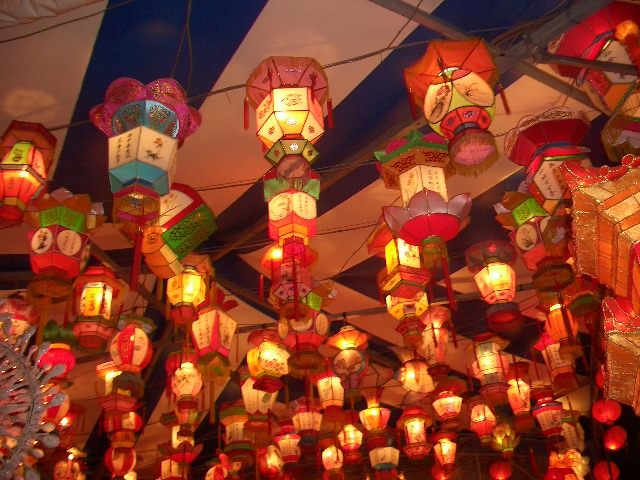
Lantaarnfestival in Nagasaki
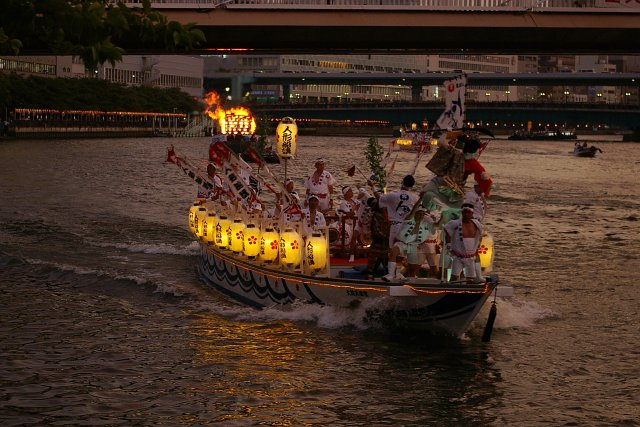
Tenjin matsuri, Ōsaka Tenmangū Jinja
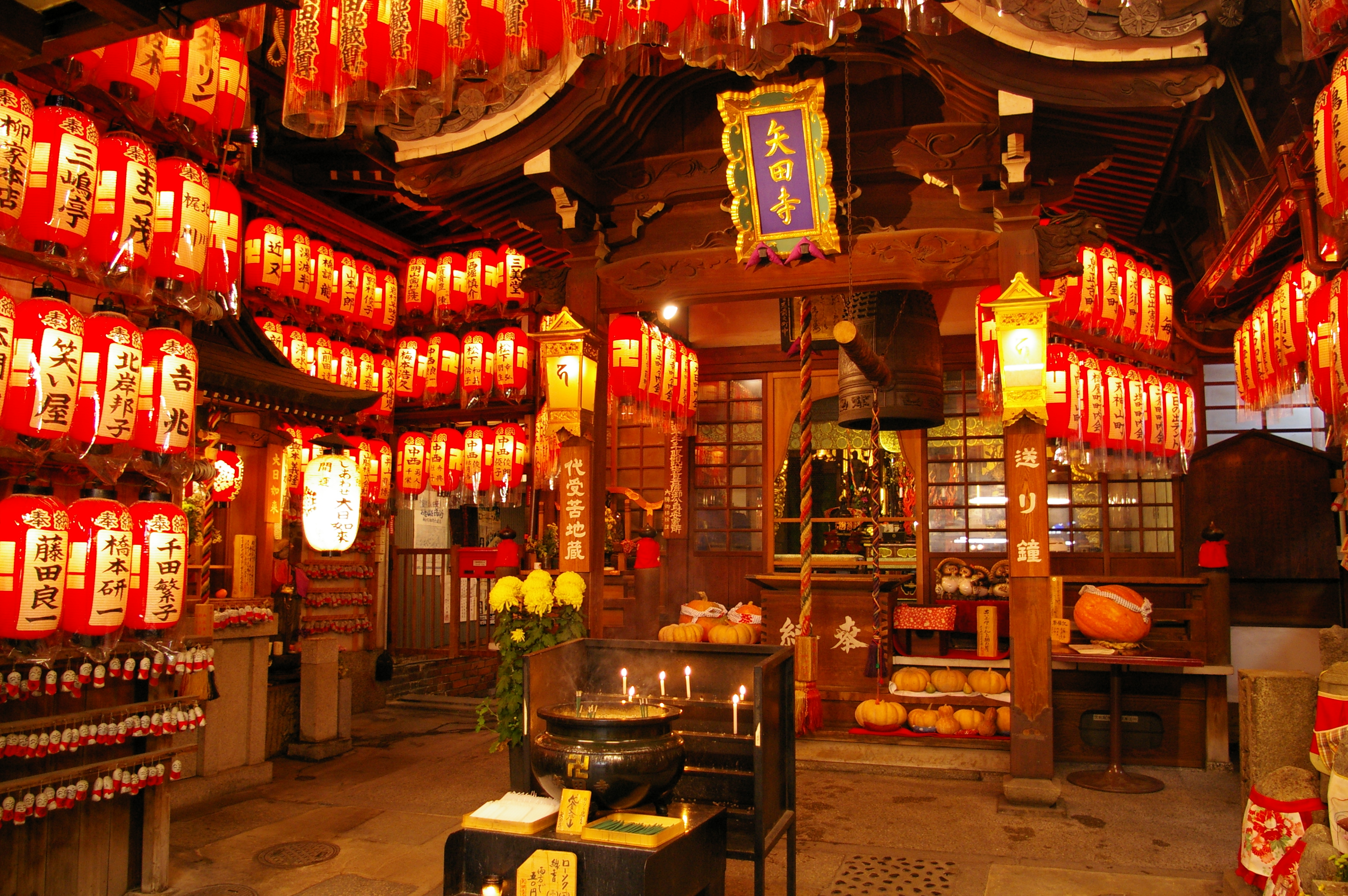
Yatadera-tempel in Kyōto

## Tōrō- buitenlantaarns
Tōrō of dōrō (灯籠, 灯篭 of 灯楼), letterlijk: lichttoren of lichtmand, is een traditionele Japanse lantaarn of lamp, gemaakt van steen, metaal, hout, bamboe en papier. In Japan zijn verschillende typen lantaarns van diverse materialen gangbaar, zoals hangende metalen lantaarns, staande stenen lantaarns, olielantaarns met ijzeren of houten frames, draagbare lantaarns, en papieren lantaarns en lampions.
De belangrijkste indelingscriteria voor lantaarns zijn de algemene bouw (de min of meer herkenbare onderdelen) en de gebruikte materialen (zoals papier, bamboe, steen, metaal, porselein en hout).

### Onderdelen
De eenvoudigste lantaarns bestaan uit alleen de vuurkamer (hibukuro) met daarboven een dak (kasa); de meer ingewikkelde lantaarns hebben vijf of meer op elkaar gestapelde elementen, en verwijst daarmee naar de samenstelling van Japanse pagoden. De belangrijkste onderdelen zijn van boven naar beneden: hōju ('heilig juweel') en ukebana (lotusbloem), kasa (dak), hibukuro (vuurkamer), chūdai (middenplatform), sao (zuil) en kiso (sokkel); soms is er nog een ondergrond (kidan). De meeste onderdelen kunnen weer versierd zijn, vooral de gegoten metalen lantaarns. De meer ingewikkelde lantaarns hebben vijf of meer op elkaar gestapelde elementen.
Een staande lantaarn bestaat van boven naar beneden uit sōrin, kasa, hibukuro, chūdai (ook: nakadai), sao en kiso (ook: jirin of dai).
Sōrin is een samengesteld onderdeel, waarvan soms (vooral bij stenen lantaarns) de meeste delen niet meer duidelijk aanwezig zijn. Het belangrijkste en soms het enige onderdeel is hōju. Een sōrin vertegenwoordigt een volledige pagode. Onderdelen van de sōrin zijn, naast de altijd aanwezige hōju, vaak nog (vooral bij staande metalen lantaarns) de daaronder liggende delen, zoals ukebana, kakikubi en fukubachi.
Hōju of hōshu (宝珠),, het 'juweel', een ornament: een (samengestelde) eindknop. Hōju vormt structureel min of meer een geheel met de ukebana. Hōju (宝珠) (in engere zin) is een top-ornament met een bol-, druppel- of ui-vorm. De top van de hōju is spits, afgeplat of enigszins afgerond.
Ukebana (受花) of 'ontvangende bloem', is een veelvoorkomende decoratie in de vorm van een gestileerde bloem van een heilige lotus en bestaat uit een krans van meestal met 8 goed herkenbare bloemblaadjes. Uit de bloem ontspringt de hōju
Kasa (笠) ('paraplu') is het dak of kap van de lampenkamer. Het dak is een zeshoekige, vierkante of ronde, conische, piramidale of paddenstoelvormige paraplu die de vuurkast van boven afdekt en beschermt.
Hibukuro (火袋) is de vuurkamer, lampenkamer of 'vuurzak', en de plaats waar het vuur wordt aangestoken. Hibukuro bestaat uit drie delen: kamiku, de bovenzijde; nakaku, het middenstuk waarin een opening (ensō) om het vuur aan te steken en het licht naar buiten te laten schijnen; en shimoku, een met een rozet versierd onderste gedeelte van de lampkamer.
Chūdai (中台) is het midden-platform van een lantaarn. De chūdai is rond, vierkant, zeskantig of achtkantig. Hierop staat de vuurkamer.
Sao (竿; 棹) is een rechtopstaande schacht, pilaar, kolom, zuil of paal, rond of vierkant in dwarsdoorsnede, soms versierd met dierenmotieven of met inscripties. Ook kan er een of drie banden van decoraties (fushi, knopen) nabij het midden van de pilaar zijn, of is de pilaar op halve hoogte juist op zijn dunst.
Kiso, jirin of dai (基礎) is het gewoonlijk zeshoekige of ronde 'fundament', het basement of het basale platform van de zuil. De kiso kan bij grotere lantaarns een tot zes treden hebben. Een kiso kan ook ontbreken, als de sao direct is ingegraven in de bodem, of met een tot zes poten op de grond staat.
Kidan (基壇) is bij lantaarns een ondergrond, waarop de kiso staat. Een apart gevormde kidan is niet altijd aanwezig of te onderscheiden.
Bij de tōrō is altijd ten minste de vuurkamer (hibukuro) aanwezig, en bij afwezigheid van vuurkamers is er sprake van een Japanse pagode (tō).

### Gebruik
De Japanse stenen lantaarns in de historische Japanse tuinen hebben geen vast ontwerp, maar ze hebben vaak de vorm van (kleinere) pagodes (tō) van heiligdommen en tempels, compleet met een middenplatform (chūdai) en een breed uitlopend dak (kasa). Verschillende variaties zijn genoemd naar de pagodes waar hun prototypes ooit bestonden, zoals Kasuga, Nigatsu-do, terwijl eenvoudigere lantaarns vaak de naam dragen van een theemeester met wie ze zijn geassocieerd. Er zijn ongeveer negen hoofdcategorieën van stenen lantaarns op basis van algemene vormen en meer dan 75 subcategorieën. Ze hebben allemaal een uitgehold bovenste gedeelte dat het licht bergt: de vuurplaats (hibukuro).

### Verscheidenheid
Er worden op grond van de af- of aanwezigheid, de vorm en de afmetingen van de verschillende onderdelen van de lantaarn vele typen lantaarns onderscheiden, maar ook op grond van het voorkomen bij beroemde tempels of in historische Japanse tuinen, of op grond van het gebruikt door invloedrijke persoonlijkheden. Japanse lantaarns kunnen traditioneel globaal worden ingedeeld in vijf basisontwerpcategorieën: stenen platformlantaarns (tachigata tōrō), ingegraven lantaarns (ikekomigata tōrō), zittende lantaarns (okigata tōrō), sneeuwziende lantaarns (yukimigata tōrō), en hangende metalen lantaarns (tsurigata tōrō).
Verscheidene soorten buitenlantaarns waren populair in Japan, zoals de platformlantaarns, de verschillende typen sten lantaarns, de hangende metalen lantaarns en houten lantaarns:
Dai-dōrō (台灯籠) is een algemene naam voor verschillende typen platform-lantaarns, die overeenkomen door het bezit van een kiso (基礎, sokkel, benedenplatform), soms met daaronder nog een kidan (基壇, ondergrond, podium). Hiertoe behoren onder andere de hieronder genoemde stenen lantaarns (ishi-dōrō) van het type tachigata tōrō en nozura-dōrō.
Ishi-dōrō (石灯籠) zijn stenen lantaarns, die voor het eerst zijn gebruikt als votieflicht bij tempels en heiligdommen. Later werden ze gebruikt om de grond van deze religieuze gebieden te verlichten. Seculier gebruik begon in de 16e eeuw, toen stenen lantaarns door theemeesters werden gebruikt voor tuinen rondom hun theehuizen.
- Tachigata tōrō (立ち灯籠), stenen platformlantaarns of 'sokkellantaarns', grote platformlantaarns (van het type tachidōrō, tempellantaarns).
- Ikekomigata tōrō (活け込み燈籠), 'ingegraven lantaarns', dus een type zonder zonder platform (kiso)
Oribe-dōrō (織部灯籠, Oribe's lantaarn), waartoe ook behoren Kirishitan-dōrō (キリシタン灯籠, Christelijke lantaarns) en Mizubotaru-dōrō (水蛍燈籠, glimworm- of vuurvlieglantaarns)
- Okigata tōrō (置き燈籠), kleine lantaarns, neergezette, pootloze lantaarns
- Yukimigata tōrō (雪見燈籠), 'sneeuwtonende lantaarn', type lantaarns met een groot dak, op één (rankei-dōrō), twee (kotoji-dōrō), of drie tot zes poten
- Nozura-dōrō (野面灯籠), lantaarns gemaakt van ruwe, ongepolijste stenen
- Tōgata tōrō, Tōdōrō, pagodelantaarns, afwijkend type lantaarn met gestapelde daken en met een of meerdere licht-kamers, met bovenop sōrin (een soort pinakel), zoals bij Japanse pagodes

Tsurigata tōrō (釣灯籠・掻灯・吊り灯籠) zijn hangende lantaarns van metaal (brons, koper of ijzer). Ze werden opgehangen aan de hoekranden aan paleisachtige woningen, tempels en heiligdommen.
Kinzoku tōrō zijn meestal grote, metalen platformlantaarns, vaak van brons of van (giet-)ijzer. Soms zijn de metalen lantaarns verguld.
Mokusei tōrō zijn houten lantaarn zonder kiso, chūdai of hoju, maar wel met sao en hibukuro. Ze werden meestal geplaatst in Japanse tuinen langs wegen en paden en zijn minder duurzaam dan stenen en metalen lantaarns.

Tōrō - buitenlantaarns
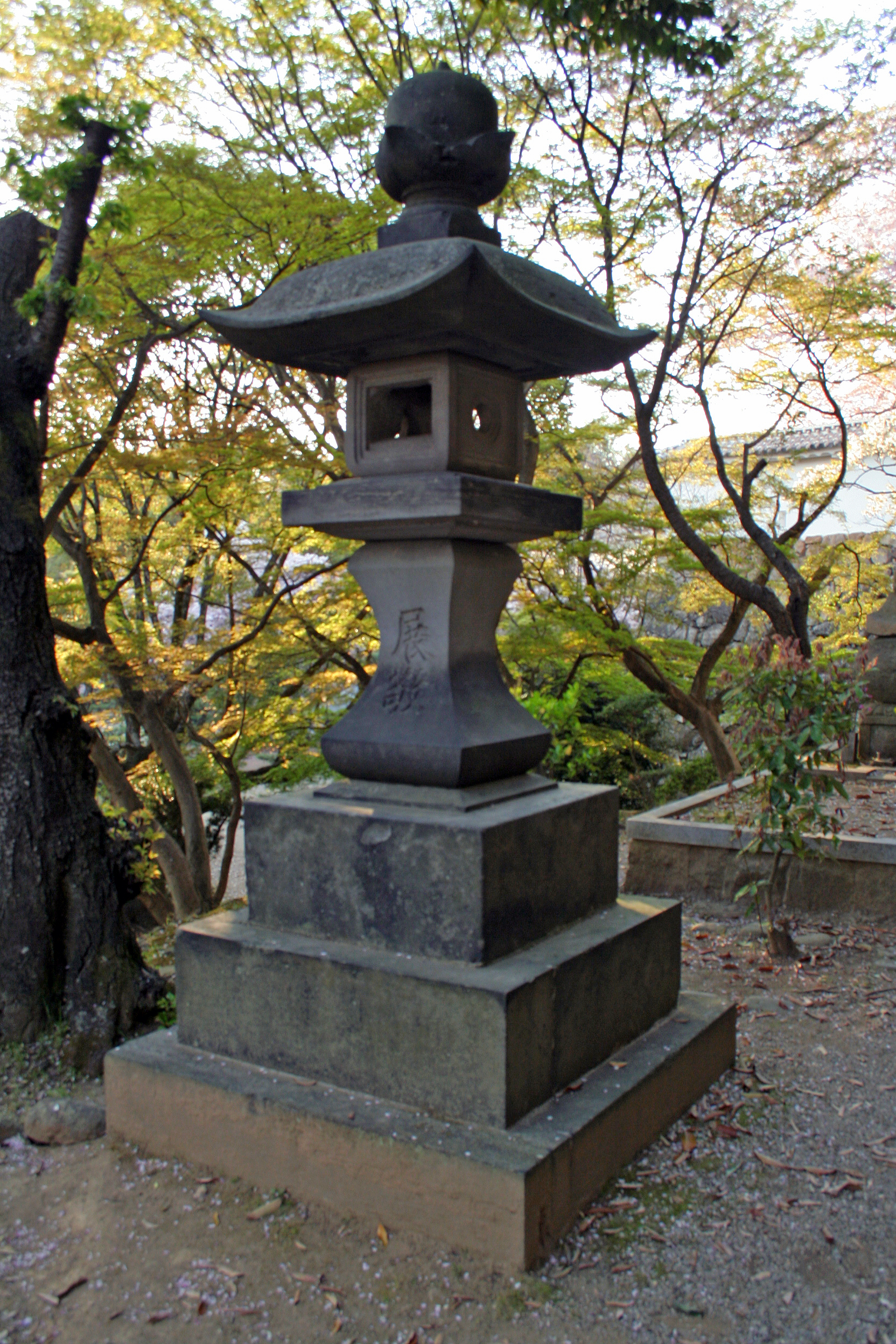
Tachigata tōrō
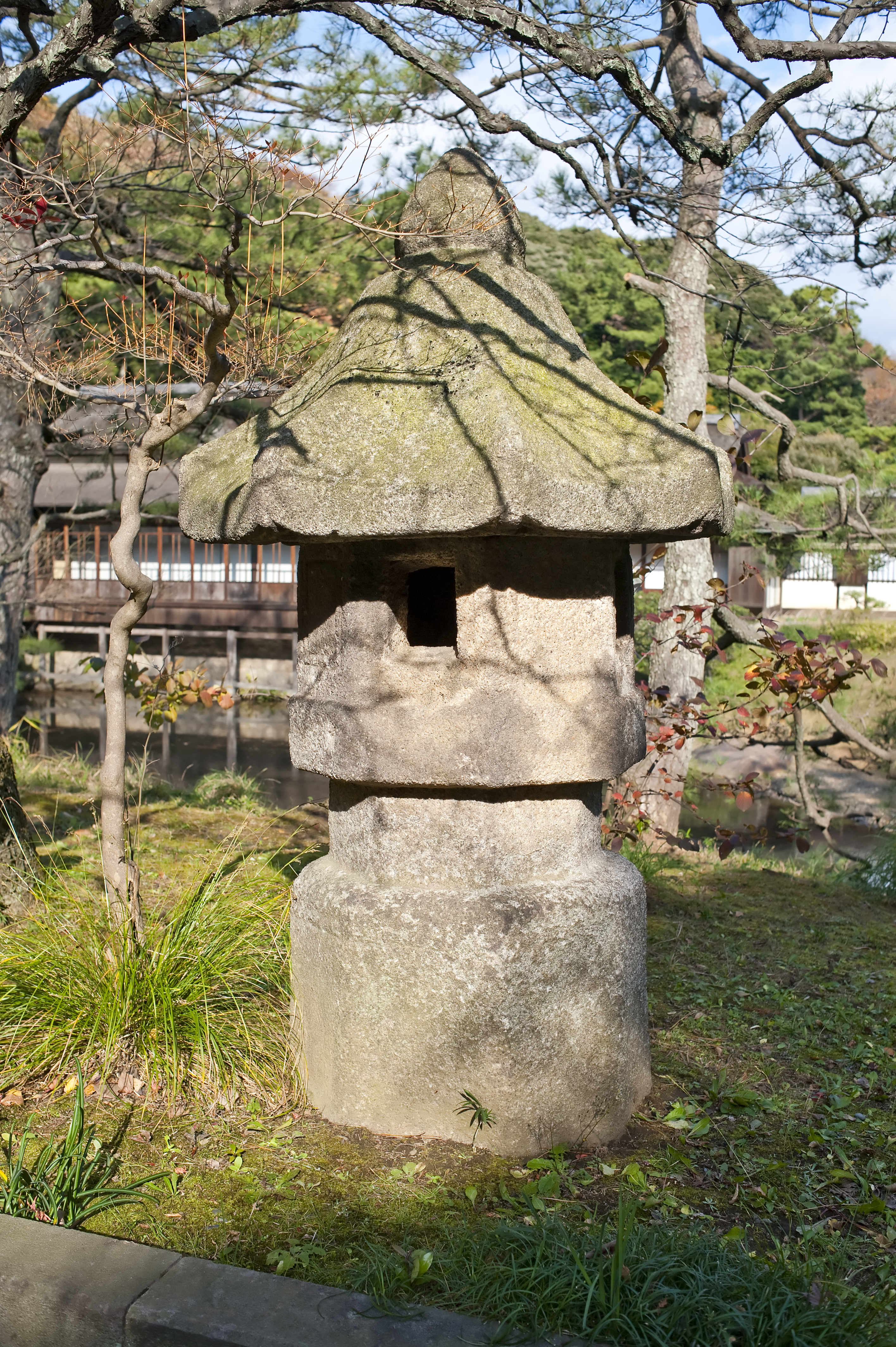
Ikekomigata tōrō
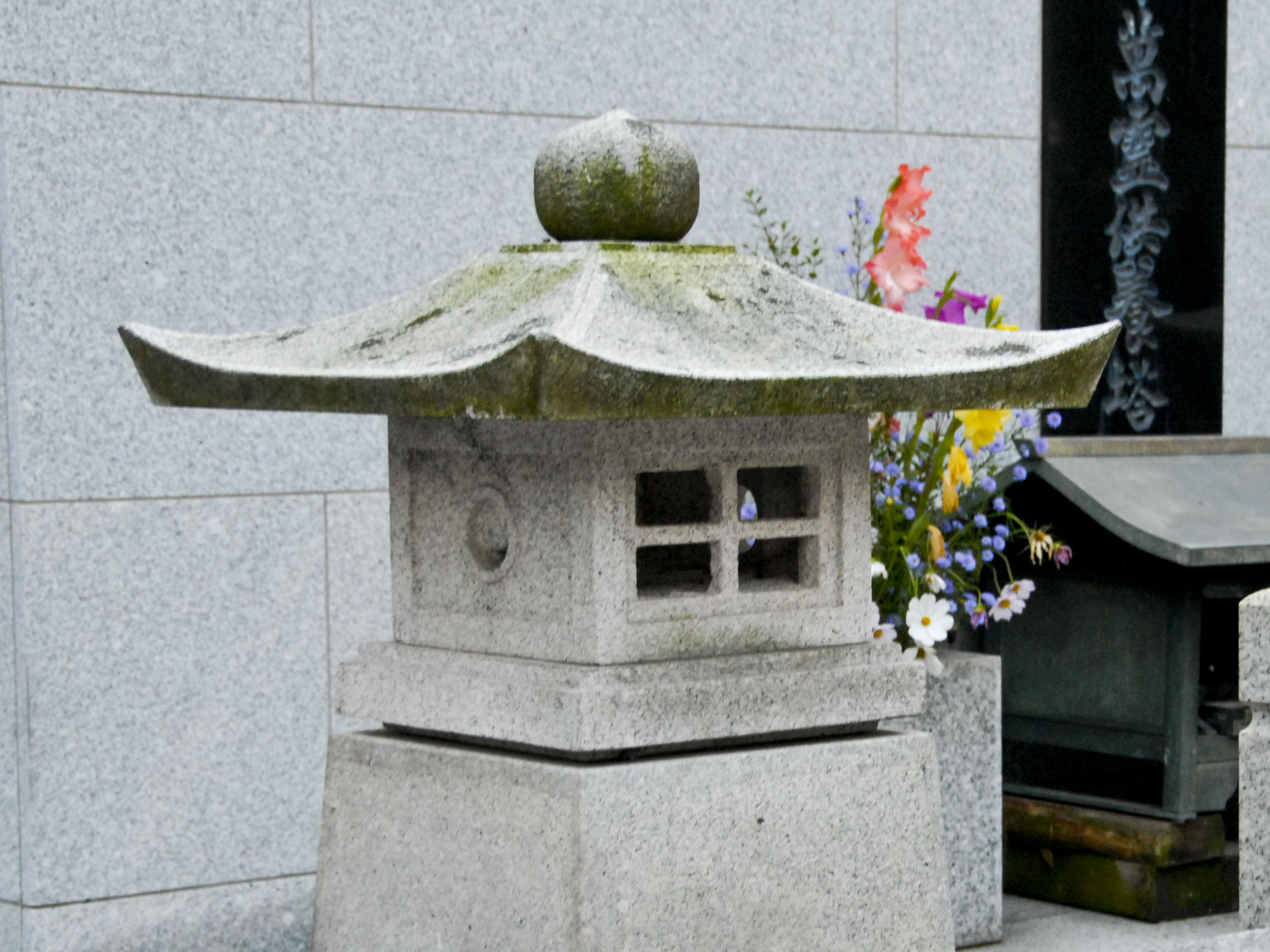
Okigata tōrō
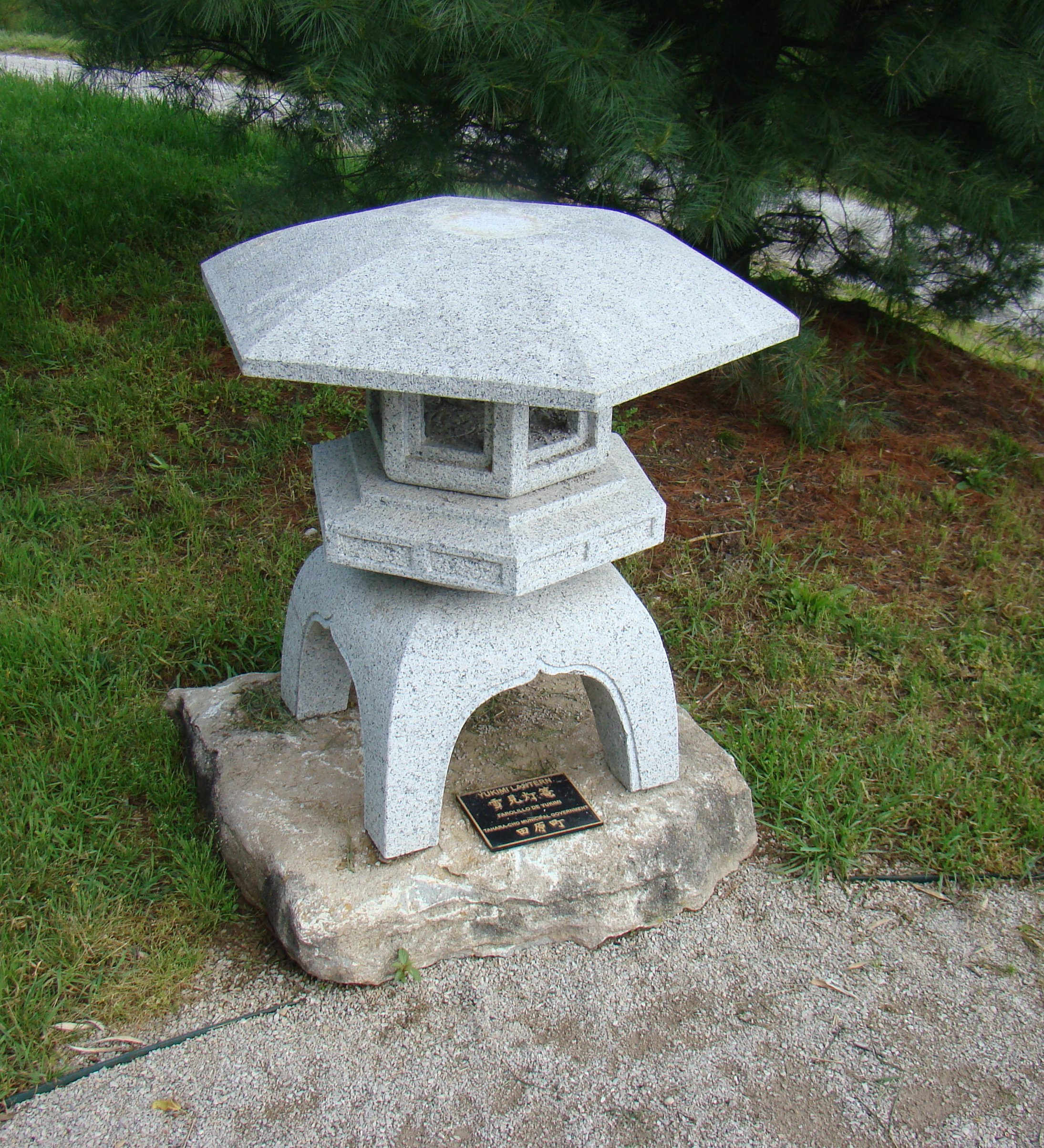
Yukimigata tōrō met vier poten
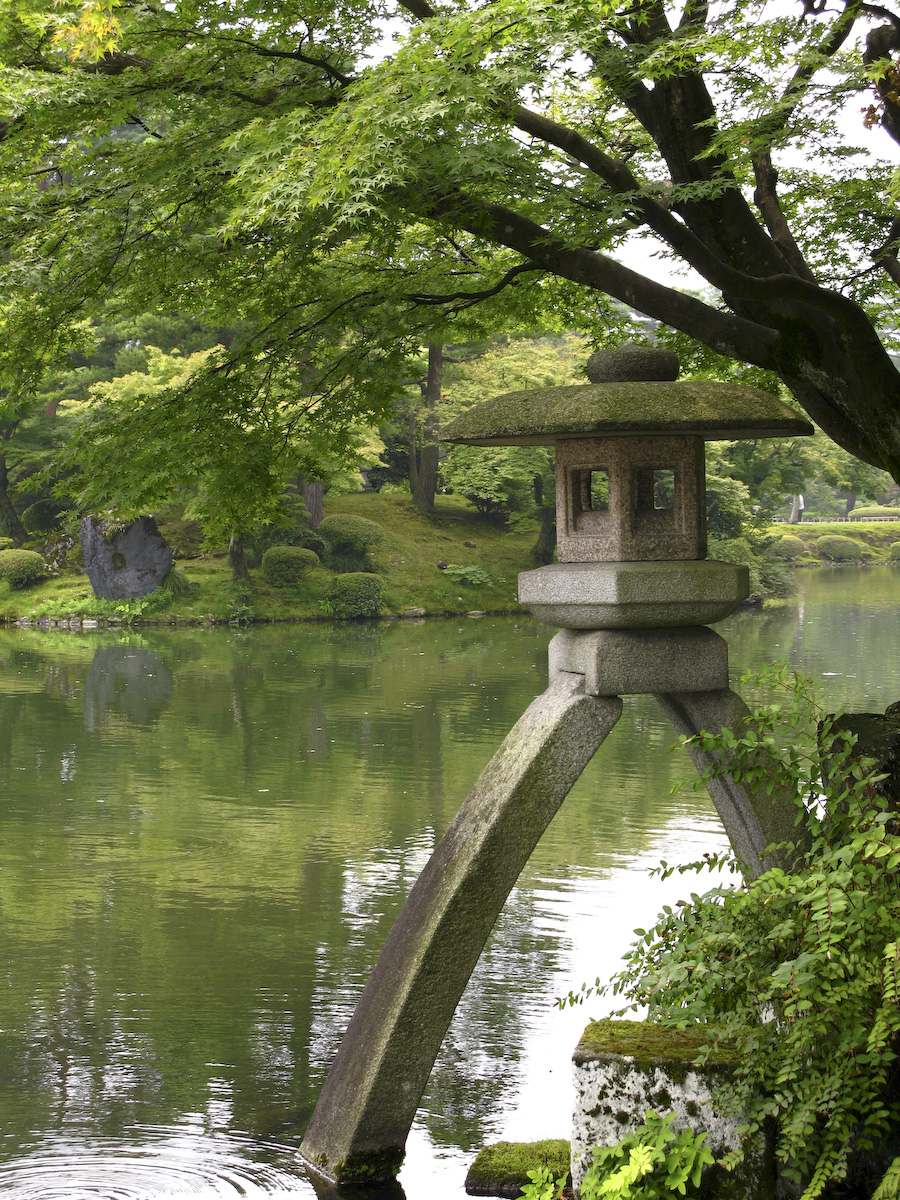
Yukimigata tōrō met twee poten (kotoji-dōrō)
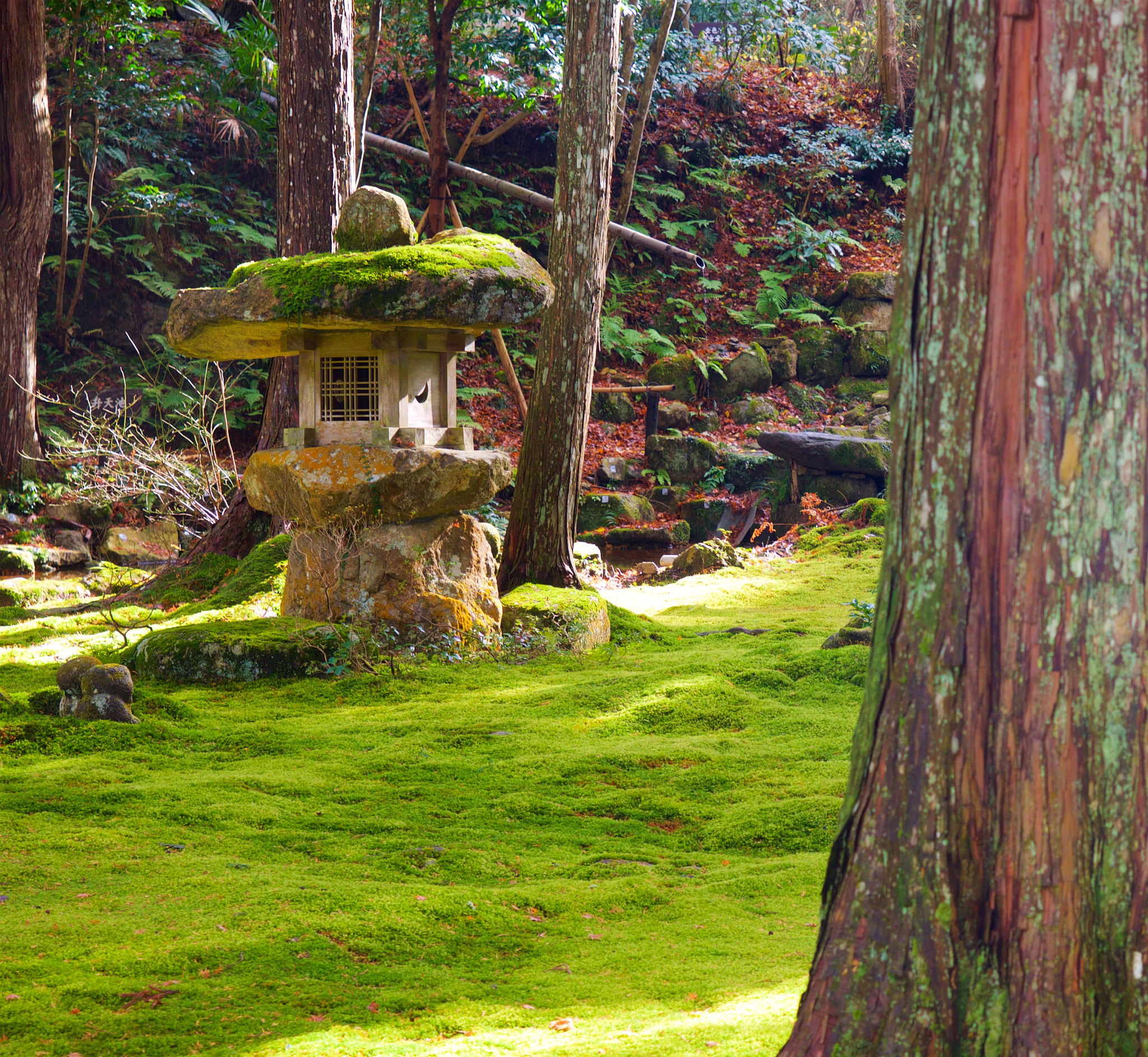
Nozura-dōrō in een mostuin
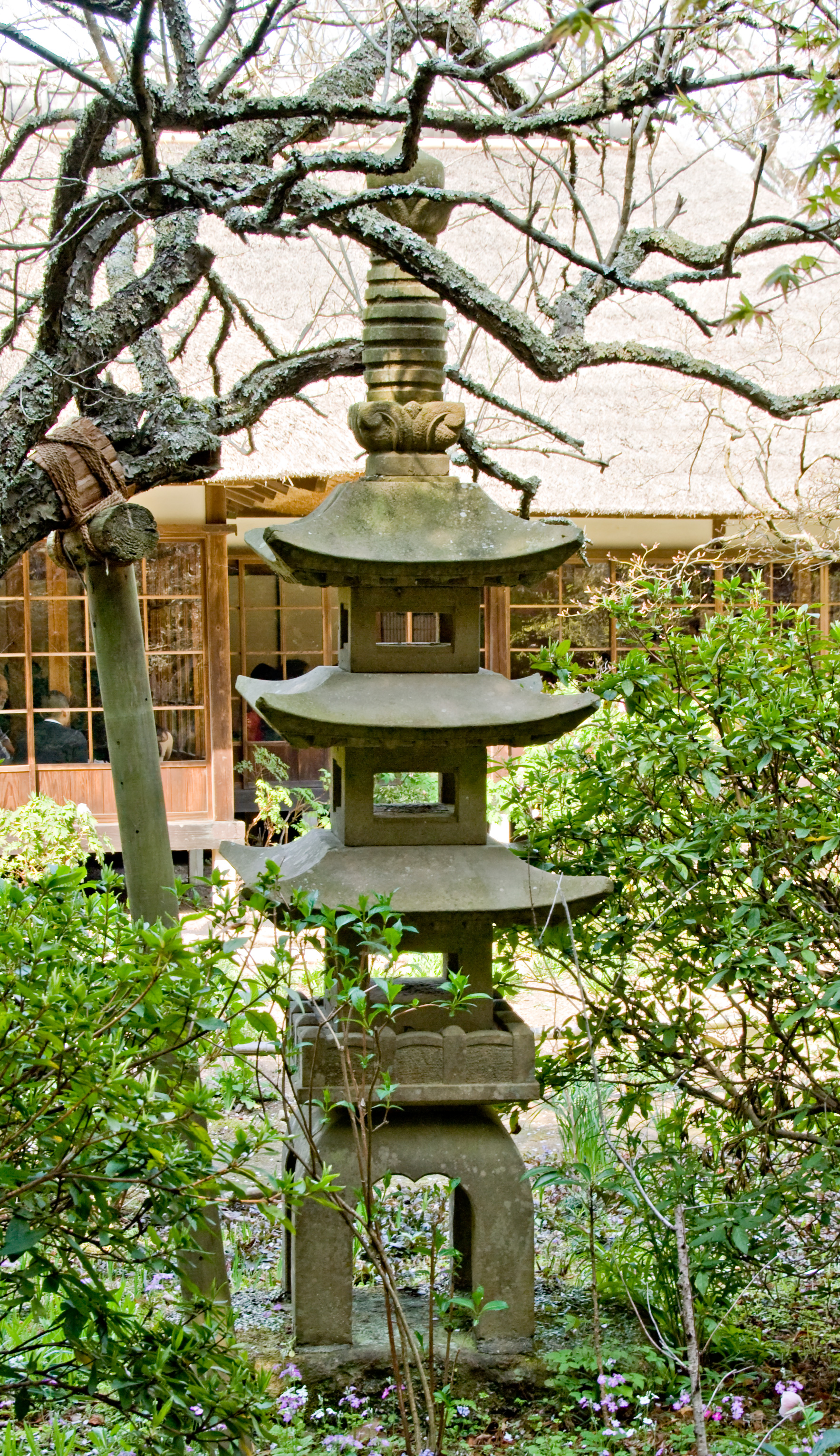
Tōgata tōrō, pagodelantaarn met grote sōrin
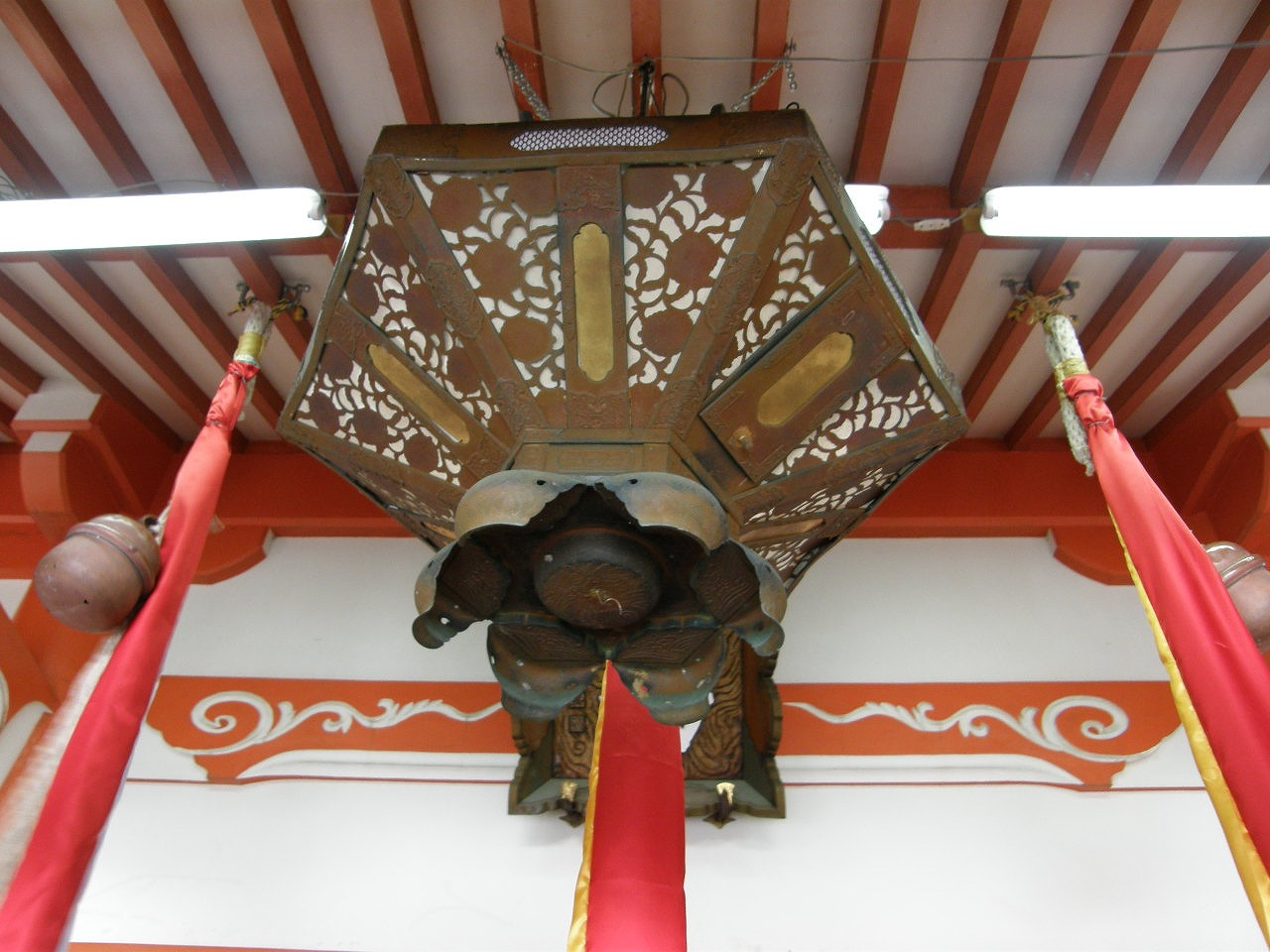
Tsuri-dōrō, van metaal, hangend
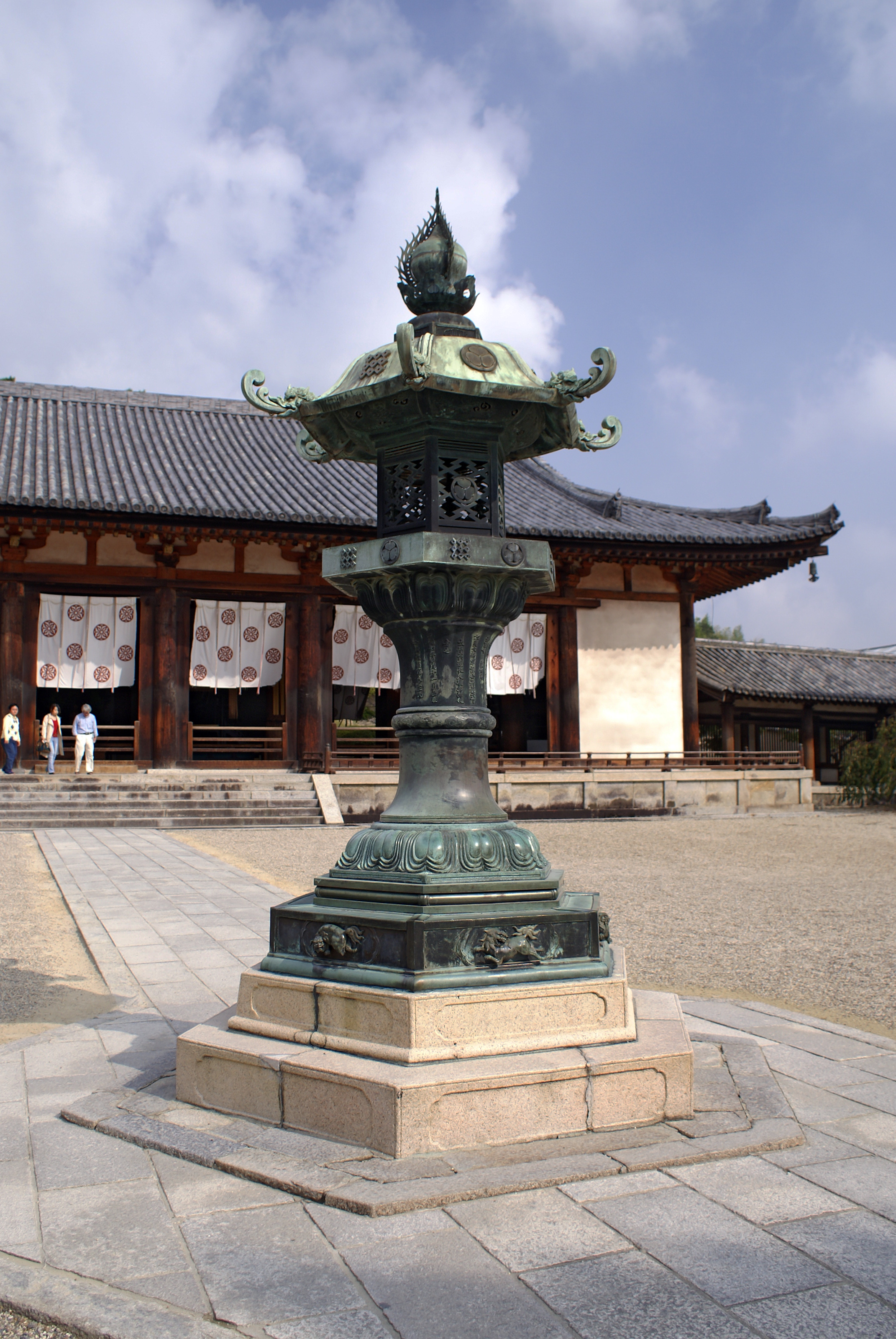
Metalen platformlantaarn
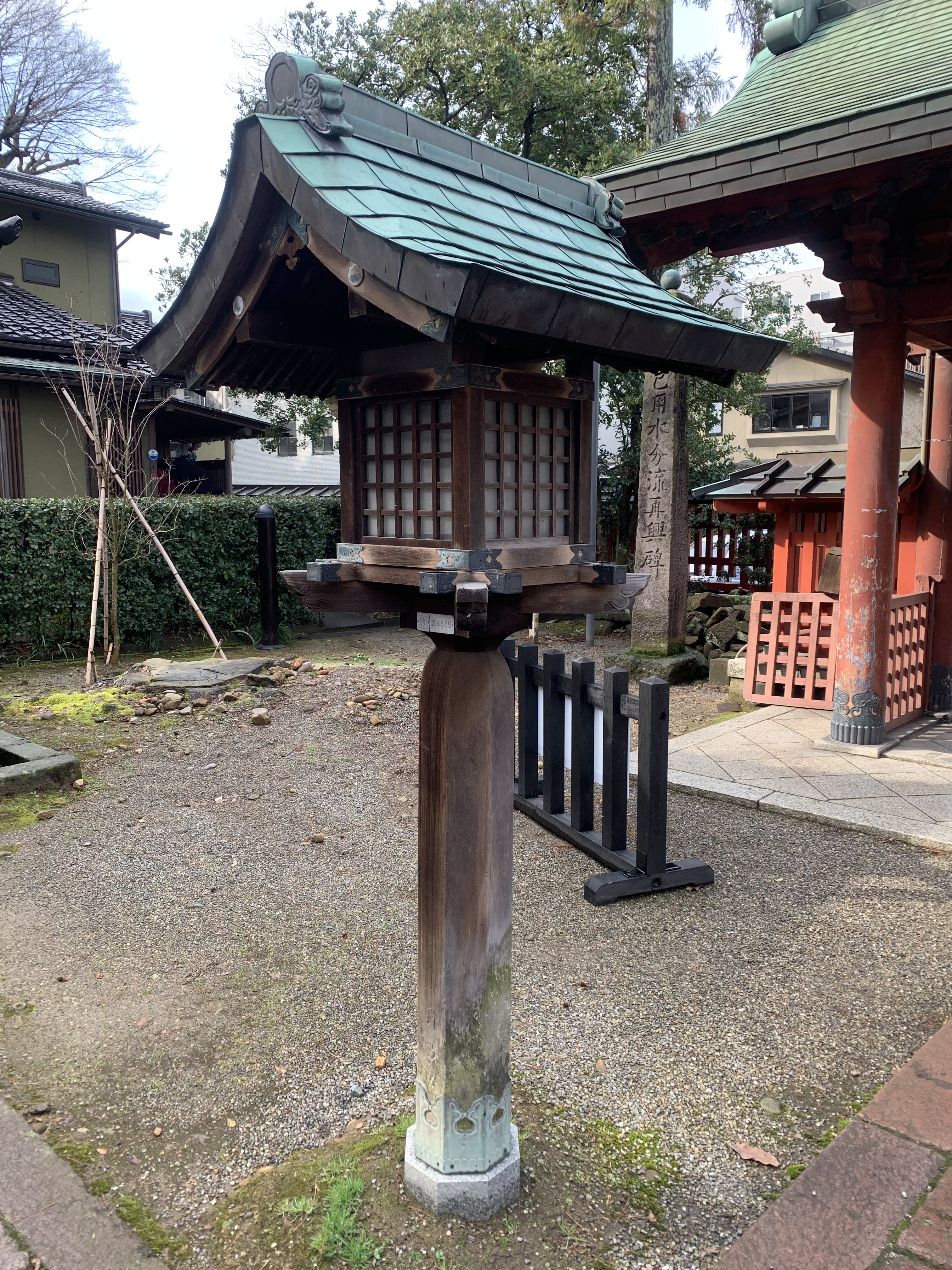
Houten lantaarn in Ozaki-jinja, Kanazawa.